# Xã Kerr, Quận Champaign, Illinois
Xã Kerr (tiếng Anh: Kerr Township) là một xã thuộc quận Champaign, tiểu bang Illinois, Hoa Kỳ. Năm 2010, dân số của xã này là 163 người.